# Accordi di collaborazione dell'Expo 2015
Nell'ambito dell'organizzazione della Expo 2015 la città di Milano, che ha ospitato l'evento, ha firmato numerosi accordi di collaborazione con città italiane ed europee, per lo sviluppo di progetti comuni nell'ambito turistico, culturale ed infrastrutturale, sotto il comune denominatore dell'Esposizione Universale 2015.
Le tabelle riportano gli accordi sottoscritti.

## Città

### Italia
- Bari[1]
- Brescia[2]
- Cagliari[3]
- Campione d'Italia[4]
- Cosenza[5]
- Cremona[6]
- Firenze[6]
- Latina
- Lecco[6]
- Lodi[7]
- Mantova[6]
- Monza[6]
- Napoli[8]
- Novara[6]
- Palermo[9]
- Parma[6]
- Pavia[10]
- Piacenza[11]
- Ragusa[12]
- Reggio Calabria[13]
- Riccione [14]
- Roma[15]
- Sondrio[6]
- Trieste[6]
- Venezia[16]
- Verona[6]

### Svizzera
- Lugano[17]
- Locarno[4]

## Province
- Bergamo[18]
- Biella[19]
- Como [20]
- Cremona[21]
- Foggia[22][23]
- Lodi[24]
- Pavia [25]
- Rimini[26]

## Associazioni ed Organizzazioni
- Associazione Banche Estere[27]
- Piccolo Teatro[28]
- RAI[29]
- Museo nazionale della scienza e della tecnologia Leonardo da Vinci[30]
- Federalimentare[31]

## Enti pubblici
- Ministero dei Beni Culturali[32]